# Marc Tenas Ureña
Marc Tenas Ureña (nascut el 30 de maig de 2001) és un futbolista professional català que juga com a davanter a la UE Cornellà.

## Carrera de club
Tenas va començar a jugar a futbol amb el seu club local Vic Riuprimer, abans d'incorporar-se a les acadèmies juvenils de FC Barcelona, Cornellà i finalment l'Atlètic de Madrid el 2016. Va començar la seva carrera sènior amb l'Atlètic de Madrid B el 2019. Tenas va passar a l'Alavés el 2 de setembre de 2021, incorporant-se inicialment com a part del seu planter. Va fer el seu debut a la Lliga i professional amb l'Alavés en una victòria per 2-1 contra l'Espanyol l'11 de maig de 2022, entrant com a substitut al minut 76.

## Carrera internacional
Tenas és un internacional juvenil per a Espanya, després d'haver representat els sub-18, sub-19 i sub-20 d'Espanya.

## Vida personal
Tenas va néixer a una família de futbolistes, com el seu avi, i el seu pare eren tots dos porters de futbol. El seu germà bessó, Arnau, és porter de futbol professional actualment al Paris Saint-Germain